# Sowilo
Sowilō (ᛊ) ist die sechzehnte Rune des älteren Futhark (die achte Rune im zweiten Ætt) und die elfte Rune des altnordischen Runenalphabets mit dem Lautwert s.
Der Name bedeutet „Sonne“. Er erscheint in den Runengedichten als altnordisch sōl, altenglisch sigel bzw. gotisch sugil.

Sowilo-Rune, ältere („Σ“-)Variante
Sowilo-Rune, jüngere („S“-)Variante
Variante des Jüngeren Futhark (Sigel/Sol)

## Etymologie
Die germanischen Worte für „Sonne“ alternieren zwischen einem l- und einem n-Stamm. Die rekonstruierte protogermanische Form *sowilō oder *sōwulō konkurriert mit der Form *sunnon.
Es handelt sich hierbei wohl um Überreste einer heteroklitischen (unregelmäßigen) Deklination des Urindogermanischen (möglicherweise *seh₂-wōl, Genitiv *seh₂-wén-s o. ä.). In den einzelnen germanischen Sprachen existierten Varianten beider Formen wohl zumindest im lyrischen Bereich auch nebeneinander:

Sol heitir meþ monnom, / enn svnna meþ goþom …

„‚Sol‘ sagen die Menschen / und ‚Sunna‘ die Götter …“

Weitere Beispiele sind im Althochdeutschen sunna gegenüber suhil sowie im Altenglischen sunne gegenüber sigel.

## Lautwert
Der Lautwert der ᛊ-Rune ist das germanische s, also der stimmlose alveolare Frikativ [⁠s⁠], oder auch der im Althochdeutschen und im frühen Mittelhochdeutschen noch vorhandene stimmlose alveolo-palatale Frikativ [⁠ɕ⁠].
Die Transkription erfolgt üblicherweise durch den lateinischen Buchstaben s.

## Entwicklung und Varianten

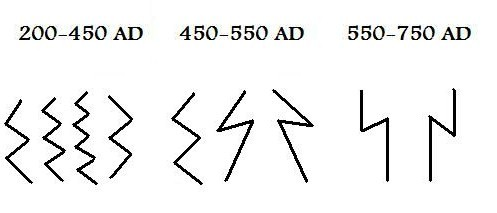
Die Evolution der Sowilo-Rune im Lauf der Zeit (AD = n. Chr.).

Die Sowilo-Rune ist in zwei Varianten nachgewiesen: einer Sigma-förmigen mit vier, sechs oder sogar acht Strichen, die bevorzugt in älteren Inschriften (3. bis 5. Jahrhundert n. Chr.) auftaucht, sowie einer S-förmigen mit drei Strichen (überwiegend in Inschriften aus dem 5. bis 7. Jahrhundert).
Im jüngeren Futhark, sowohl in der skandinavischen (Sol) wie auch in der angelsächsischen Variante (Sigel), wird die Rune leicht gedreht, sodass die äußeren Linien senkrecht stehen.
Bei den Kurzzweigrunen, einer Variante des jüngeren Futhark, wurde das Zeichen zu einem oben liegenden senkrechten Strich vereinfacht, der an das Apostroph-Ersatzzeichen (') erinnert.

## Runengedichte
| Runengedicht | Übersetzung |
| --- | --- |
| Altnorwegisch Sól er landa ljóme; lúti ek helgum dóme.                                                                       | Sonne ist das Licht der Welt; Ich beuge mich der göttlichen Entscheidung.                                                                                  |
| Altisländisch Sól er skýja skjöldr ok skínandi röðull ok ísa aldrtregi.                                                      | Sonne ist der Schild der Wolken und scheinender Strahl und Zerstörer des Eises.                                                                            |
| Angelsächsisch Sigel semannum symble biþ on hihte, ðonne hi hine feriaþ ofer fisces beþ, oþ hi brimhengest bringeþ to lande. | Die Sonne ist ewig eine Freude für die Hoffnung der Seefahrer, wenn sie über das Bad der Fische reisen, bis das Gefährt über der Tiefe sie an Land bringt. |

## Verwendung in der Neuzeit
Die sogenannte „Siegrune“ ist eine Erfindung des völkischen Autors und Esoterikers Guido von List aus dem Jahr 1902 aus dem „Armanen-Futhark“, deren Form im Gegensatz zum erfundenen Namen und der ebenso fiktiven Deutung lose auf der Sowilo-Rune basiert.
Die Nationalsozialisten übernahmen von Lists Runenzeichen unter dem eingedeutschten Namen „Siegrune“ unter anderem für das Logo der Schutzstaffel (SS) und in einfacher Form als Zeichen des Deutschen Jungvolks und der Hitlerjugend.

## Zeichenkodierung
| Unicode Codepoint | U+16CA                | U+16CB                               | U+16CC                        |
| Unicode-Name      | RUNIC LETTER SOWILO S | RUNIC LETTER SIGEL LONG-BRANCH-SOL S | RUNIC LETTER SHORT-TWIG-SOL S |
| HTML              | &#5834;               | &#5835;                              | &#5836;                       |
| Zeichen           | ᛊ                     | ᛋ                                    | ᛌ                             |